# Хорошинский сельсовет
Хорошинский сельсовет — сельское поселение в Карасукском районе Новосибирской области Российской Федерации.
Административный центр — село Хорошее. На территории поселения расположены озёра Лебяжье, Солёное, Хорошее, Хорошонок и Чистенькое, протекают реки Бурла и Чуман.

## История
Статус и границы сельского поселения установлены Законом Новосибирской области от 2 июня 2004 года № 200-ОЗ «О статусе и границах муниципальных образований Новосибирской области»

## Население
| 2002  | 2010  | 2012  | 2013  | 2014  | 2015  | 2016  |
| ----- | ----- | ----- | ----- | ----- | ----- | ----- |
| 1640  | ↘1375 | ↘1336 | ↘1287 | →1287 | ↘1263 | ↘1248 |
| 2017  | 2018  | 2019  | 2020  | 2021  |       |       |
| ↘1237 | ↘1226 | ↘1193 | ↗1197 | ↘1128 |       |       |

## Состав сельского поселения
| № | Населённый пункт | Тип населённого пункта       | Население |
| - | ---------------- | ---------------------------- | --------- |
| 1 | Токаревка        | деревня                      | ↗167      |
| 2 | Хорошее          | село, административный центр | ↗1208     |

### Исчезнувшие населённые пункты
- посёлок Александровка (упразднён в 1977 году)
- посёлок Григорьевка
- посёлок Новотроицкий (упразднён в 1968 году)
- посёлок  Писаревка (упразднён в 1977 году)
- село Чуман (упразднено в 1984 году)